# Idiosoma nigrum
Idiosoma nigrum is een spinnensoort in de taxonomische indeling van de valdeurspinnen (Idiopidae).
Het dier behoort tot het geslacht Idiosoma. De wetenschappelijke naam van de soort werd voor het eerst geldig gepubliceerd in 1952 door Barbara York Main.